# Aborto na Bolívia
O aborto é ilegal na Bolívia, com exceção apenas se a gravidez colocar em risco a vida da gestante ou em casos de estupro. Esta é a situação no país desde 1973. A pena para a mulher que abortar é de um a três anos de detenção e de um a seis anos para a pessoa que fez o procedimento. Em casos de aborto auto-induzido, ela será enquadrada apenas como consentimento. Apesar de ser um direito previsto em lei, é considerado relativamente difícil abortar legalmente em casos de estupro.